# Gowerton

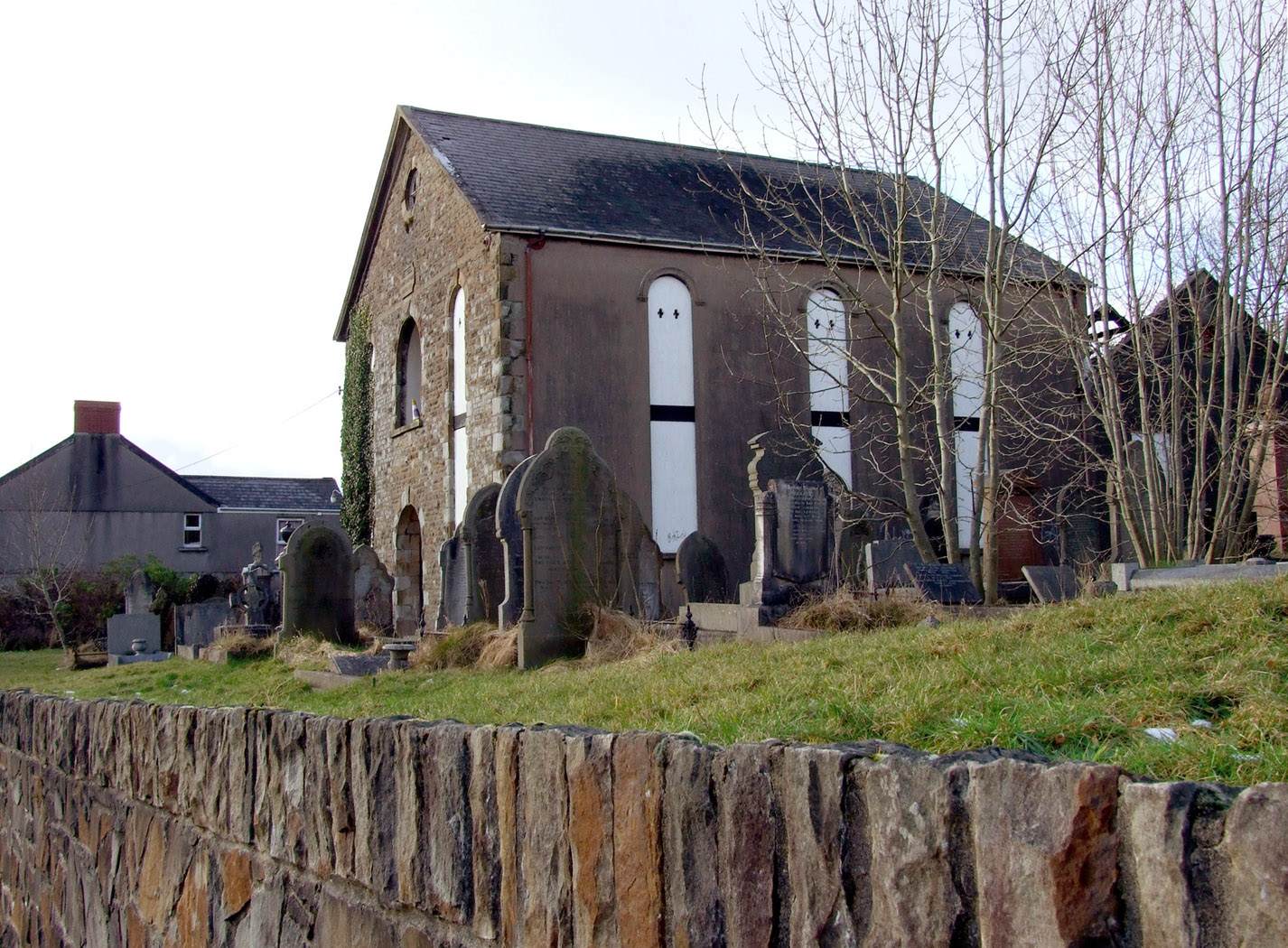
Gowerton, stary cmentarz oraz popadający w ruinę kościół Bethel (zbudowany w 1873 roku)

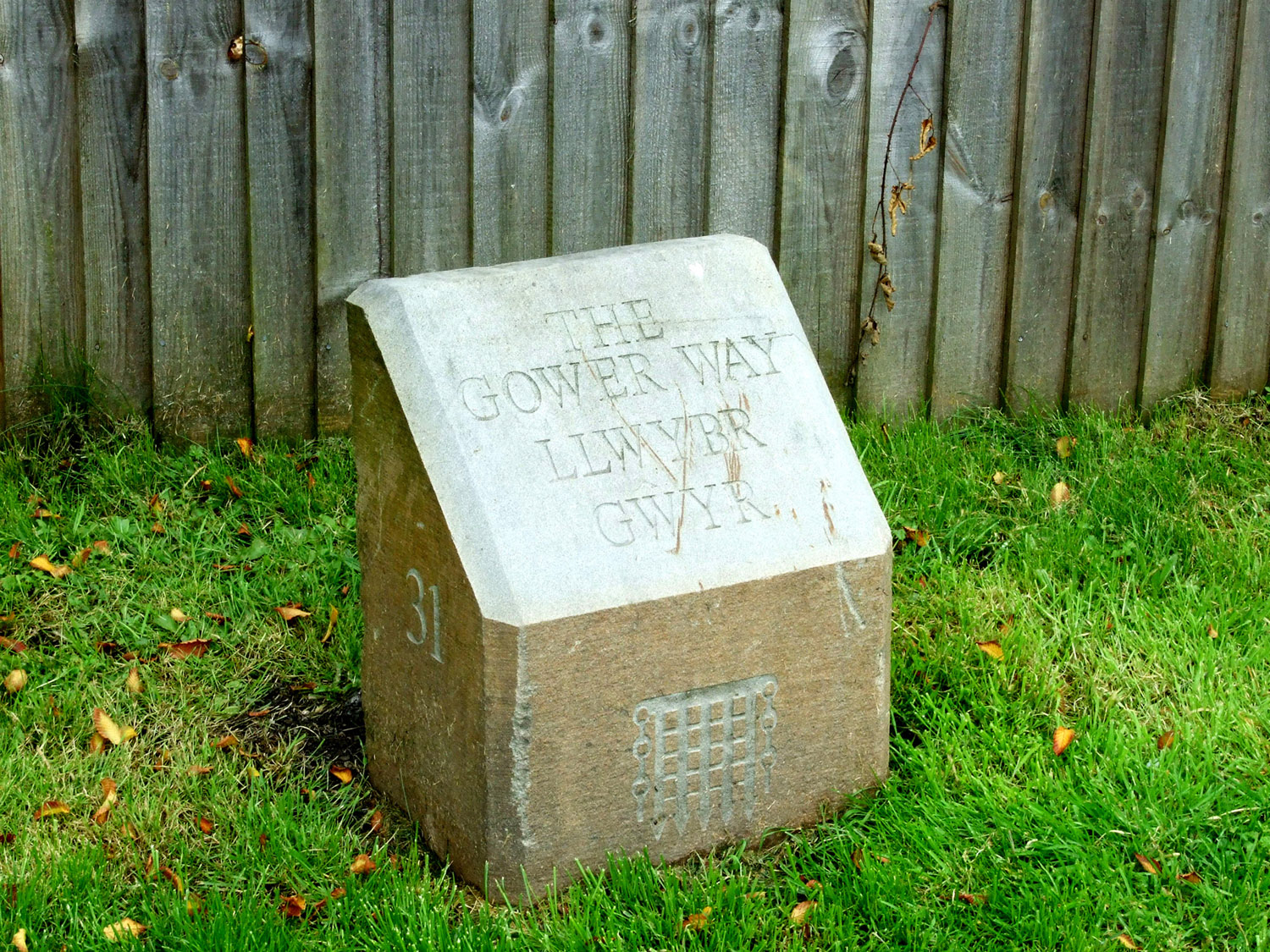
Gowerton, oznaczenie szlaku turystycznego Gower Way

Gowerton (wal. Tre-gŵyr) – miejscowość w południowej Walii, w hrabstwie Swansea, położona ok. 9 km na zachód od miasta Swansea. W 2011 roku liczyła 8183 mieszkańców.
Pierwotnie miejscowość nosiła nazwę Ffosfelin. Obecna walijska nazwa (Tre-gŵyr) oznacza "brama do Gower" (półwyspu w południowej Walii znanego z licznych walorów krajobrazowych oraz miejsc historycznych). Przez Gowerton przebiega trasa popularnego szlaku turystycznego The Gower Way.
W Gowerton istniała kiedyś jedna z największych walijskich hut stali, założona w 1872 roku Elba Steel Works. W tych czasach okoliczna ludność nadała mieszkańcom miasteczka przydomek "starch" (krochmal). Nazwa ta nawiązywała do sztywnych (wykrochmalonych) mankietów i kołnierzyków i była nieco złośliwym odpowiednikiem współczesnego określenia white collars (białe kołnierzyki), gdyż to właśnie w Gowerton mieszkała większość kadry kierowniczej i pracowników administracji huty. Zakład został zamknięty w 1967 roku, a do roku 1973 usunięto po nim wszelkie pozostałości. Obecnie na terenie dawnej huty znajduje się parking, domy mieszkalne, rozległy park rekreacyjny oraz przychodnia lekarska (zbudowana dokładnie w miejscu, w którym kiedyś znajdował się punkt pierwszej pomocy huty Elba).
W miasteczku działają 4 szkoły, w tym 2 szkoły średnie (Comprehensive Schools). Jedna z nich, Ysgol Gyfun Gŵyr, prowadzi zajęcia wyłącznie w języku walijskim.
W Gowerton funkcjonuje też  istniejący od 1886 roku amatorski klub rugby (Gowerton RFC) oraz popularny w Walii klub golfowy (The Gower Golf Club).